# Пол Біґсбі
Пол Адельберт Біґсбі (англ. Paul Adelburt Bigsby; 1899 — 1968) — американський винахідник, дизайнер і піонер суцільнокорпусних електрогітар. Біґсбі найбільш відомий розробником вібрато важеля Bigsby (також неправильно позначеного як тремоло) і власником Bigsby Electric Guitars.
Пол побудував першу сталеву гітару для сталевого гітариста з Південної Каліфорнії Ерла «Хоакіна» Мерфі з групи Спейда Кулі, а також для Джека Ріверса, а потім побудував твердокорпусну електрогітару, розроблену Мерлом Тревісом, яка мала б порівнянний рівень сустейну зі сталевою гітарою. Це було досягнуто шляхом кріплення струн через корпус замість хвостової частини. Завершений у 1948 році, інструмент здобув велику популярність і в подальшому вплинув на дизайн твердого корпусу Telecaster, який пізніше виготовив Лео Фендер, а також твердого корпусу Les Paul. Конструкція передньої бабки Bigsby містила шість тюнерів поспіль і впливала на конструкції Fender протягом усієї історії компанії разом з незліченною кількістю інших виробників. Бігсбі також зробив модель з подвійним грифом для гітариста Нашвілла Ґрейді Мартіна та посилену мандоліну для мандоліста Texas Playboy Тайні Мура. Бігсбі також створив гітару Pedal Steel для Спіді Веста, яку він використовував у багатьох ранніх записах Теннессі Ерні Форда, а також записах Тревіса, Реда Інґла, Джин Шепард, Джонні Хортона, Ферліна Хаскі та Меррілла Мура.
До роботи в музиці він був гонщиком на мотоциклах, відомим як «П. А. Біґсбі», був бригадиром Crocker Motorcycles і розробив багато компонентів, наприклад головку блоку циліндрів верхнього розташування клапанів для їхнього першого V-подібного мотоцикла. Вібрато хвостова частина, однак, створила репутацію Бігсбі, оскільки її використовували Gibson, Gretsch та інші гітарні компанії. У 1966 році Біґсбі продав компанію колишньому гітарному керівнику Gibson Теду МакКарті. 10 травня 1999 року компанія Gretsch придбала компанію Bigsby.